# Léonie Humbert-Vignot
Pour les articles homonymes, voir Humbert et Vignot (homonymie).
Léonie Humbert-Vignot, née en 1878 à Lyon et morte en 1960 dans la même ville, est une artiste peintre française.

## Biographie
De son vrai nom, Pierrette Marguerite Léonie est née à Lyon le 17 février 1878 et morte le 5 septembre 1960 à son domicile, à Lyon, à l'âge de 82 ans. Ses parents étaient Jules Ernest et Marie Antoinette Victorine Humbert. Sa mère était couturière et a eu sa fille à l’âge de 19 ans. Nous ne possédons aucune information sur son père.
Elle était surnommée "Lily" et était adulée par bon nombre de personnes. Mais seul son cousin et son oncle furent présents à ses funérailles, qui eurent lieu au cimetière de Lyon. Il n'y a que très peu, voire aucune information sur sa vie sentimentale. Une hypothèse existe cependant quant à des fiançailles non concrétisées avec Robert Laurent-Vibert. Celui-ci mourut à 42 ans, et reçut lui aussi la Légion d’honneur. Léonie a fait son portrait. Léonie était très proche de son cousin, qui a écrit un compte rendu de sa vie. Ils ont entretenu une correspondance épistolaire dans laquelle elle expliquait sa vie, ses idées artistiques, ses émotions. Grâce à ses nombreux exploits artistiques, elle eut droit à un bon nombre de prix lors d'expositions dans des salons, notamment le prix de l'État à Paris en 1910 et le premier prix des Beaux-Arts de Lyon.
C'est une femme d’une très grande générosité qui fera de nombreuses actions bénévoles au cours de sa vie. Léonie a survécu aux deux guerres et s'est engagée en tant qu'infirmière bénévole. De ce fait, le gouvernement français, en la personne de Pierre Montel, lui a remis le 9 décembre 1951 à Lyon le titre de Chevalier de la Légion d’honneur. C'est une femme qui agira énormément durant la Première guerre mondiale. En effet, face à l'horreur de la période, elle s'engage bénévolement pour la Croix-Rouge. Mais cette expérience de bénévolat fut traumatisante, ce qui la poussa à peindre des sujets plutôt tristes et torturés. La peinture fut un moyen d'extérioriser l'intimité de sa pensée.

## Vie de peintre
Léonie Humbert-Vignot est passionnée depuis son très jeune âge par l'art. Vers 1896, elle est l'élève d'Alexandre François Bonnardel (1867-1942) à l'École nationale supérieure des beaux-arts de Lyon, puis de Marie Laforge, Marcel Baschet, Henri Royer et Édouard Toudouze à l'Académie Julian à Paris.
Ses inspirations artistiques sont nombreuses. Tant picturales avec Rembrandt que littéraires avec Émile Zola ou Fiodor Dostoïevski par exemple. Mais l'artiste garde tout de même son intériorité. Après ses études d'art, Léonie commence à exposer à partir de 1896, aussi bien à Lyon qu'à Paris. Elle est ensuite acceptée au Salon des artistes français aux alentours de 1908, et y exposera toute sa vie. Comme dit précédemment, elle a pour principal modèle Rembrandt dont elle admire la technique. Elle considère les œuvres de ce peintre comme les plus belles et en enverra certaines à son cousin dont elle est très proche. Mais Léonie réussira à garder sa personnalité. Ses réelles expositions débuteront en 1918, au Salon de la Société lyonnaise des Beaux-arts (S.L.B.A)
Humbert-Vignot est une peintre post impressionniste, ce qui est très facilement décelable dans ses œuvres. Elle s'inspire non pas des époques antérieures mais de sa propre époque, ce qui lui assure un point de vue tout à fait juste. Elle peint essentiellement des nus, des portraits, des scènes de guerre, ou des fleurs, après la Grande Guerre. Ses inspirations viennent d'Espagne et notamment des gitanes. Les portraits de gitanes représentent selon les archives la majorité de son œuvre. Les femmes sont toutes représentées d'une même manière, soit en pose, soit en mouvement avec un côté plutôt sauvage. Ses peintures de guerre lui permettent d'extérioriser ses sentiments. Elle peint des corps abimés par la guerre, comme des corps décharnés. À la suite de ses peintures et de ses expositions, elle reçut bon nombre de prix et de récompenses. Tout d'abord, elle reçoit la première médaille de Lyon en 1908, puis en 1910 la médaille d'honneur ainsi que la médaille de Paris et le prix de l'État de Paris. En 1913, elle reçoit pour la première fois la médaille d'or de Paris pour le tableau Le Blessé. Et enfin, en 1922, elle devient officier de l'instruction publique.
Ses premières œuvres sont empreintes de réalisme, car ses peintures retranscrivent non pas la beauté mais la dureté du monde. À la suite des deux grandes guerres, Léonie décide de peindre des choses dans un ton beaucoup plus impressionniste avec des traits moins durs et des couleurs plus vives. Beaucoup de ses œuvres ont été perdues, dû au fait qu'elles étaient exposées dans des salons qui ne sont aujourd'hui plus trouvables. Les œuvres à l'époque étaient non localisées, ce qui explique cette importante perte. Par exemple, le Blessé, qui est une toile mesurant environ trois mètres de haut, est introuvable. La peintre la considérait comme sa toile préférée ; elle eut un grand succès aussi bien auprès des artistes que des spectateurs, et c'est la toile qui renforça sa notoriété.
Son œuvre est un mélange de charme, de sensibilité féminine et de force, de vigueur masculine. Ses tableaux sont plutôt petits. Elle peint beaucoup d'aquarelles et d'huiles sur toile, représentant des scènes de genre dramatiques et pittoresques. Son œuvre comporte surtout des portraits de femmes, qu'elles soient de sa famille avec le portrait de sa mère, ou moins proches d'elle avec la femme au bandeau ou les portraits de gitanes. Elle peint également un mouvement social avec les croquis qu'elle réalise pendant la Première Guerre mondiale. Ces croquis témoignent de l'horreur de cette période et de ce que la peintre a vu durant son service, classée dans la catégorie des impressionnistes.
Lorsque l'on observe les portraits de femmes de Léonie Humbert-Vignot, on voit qu'elle utilise souvent des couleurs assez vives qui attirent l'œil et qui mettent en valeur le sujet de l'œuvre. Les femmes représentées sont souvent souriantes, ce qui dégage une sorte d'aisance. Ces portraits pourraient être en quelque sorte représentatifs de la douceur féminine. Cependant, elle n'a pas peint uniquement des portraits de femmes, mais aussi des natures mortes, par exemple Pommes et raisins. Là aussi, les couleurs utilisées sont assez vives, et attirent par conséquent notre regard sur le tableau. Lorsqu'elle peint des nus, Léonie fait ressortir une certaine sensualité dans la position de ses modèles, souvent enveloppés d'un tissu qui donne une certaine impression de légèreté.

## Quelques œuvres
- La gitane, huile sur toile, 46 x 38 cm
- Portrait de gitane, mine de plomb et aquarelle sur papier, 35, 5 x 25,5 cm
- Nu allongé, huile sur toile, 54 x74 cm
- Femme à la chevelure rousse, huile sur toile, 54,5 x 54,5 cm
- Gitane à l'oiseau, huile sur toile, 55 x46 cm
- L’attente, huile sur toile, 65 x 54cm
- Portrait de soldat, fusain, 43,5 x 59 cm
- Pomme et raisin, huile sur panneau, 54 x 65 cm
- Jeune garçon et son chien, pastel de forme ovale, 149 x 100 cm
- Femme devant son miroir, huile sur toile, 105 x 85 cm
- Gitane au profil riant, huile sur toile, 55 x44 cm
- Le Blessé
- La Divette, huile sur toile, 118 x 93 cm
- Portrait de Vénitienne, huile sur panneau, 41 x 33 cm
- La Joueuse de mandoline, huile sur toile, 45 x 35 cm

## Œuvres dans les collections publiques
- Lyon, musée des Beaux-Arts :
  - La Dame aux bandeaux[9] ;
  - La Grappe de raisins[10] ;
  - Portrait de sa mère[11].

## Lieux d'exposition
Léonie Humbert-Vignot a été exposée à la SLBA (Salon de la Société lyonnaise des Beaux-arts) jusqu'à sa mort en 1942. Depuis, elle a été exposée au Salon d'art de Dijon, mais aussi au salon d'art de Biarritz en 2005. Elle a également participé à un salon d'art de Lyon nommé international printemps. Certains de ses tableaux ont été vendus en salle des ventes. Aujourd'hui, elle est toujours exposée à Lyon et à Paris.